# Clevelândia
Clevelândia é um município brasileiro do estado do Paraná. Sua população, conforme estimativas do IBGE de 2020, era de 16 450 habitantes.

## História

### Primeiros Povoamentos Humanos
Identificados no sítio Ouro Verde I (município de Boa Esperança do Iguaçu), as ferramentas de pedra e as quase 500 gravuras rupestres desenhadas em afloramentos rochosos de andesito e basalto constituem as evidências mais antigas da presença humana na região entre os rios Chopim e Iguaçu. Segundo as pesquisas mais recentes, esse conjunto de evidências data de cerca de 9.000 anos atrás, quando diversos grupos ameríndios se estabeleceram no atual sudoeste do Paraná. Esses primeiros grupos humanos viviam em um ambiente mais seco e mais frio do que o atual, com predomínio de campos e estepes. As matas de araucárias eram consideravelmente menores, provavelmente se concentrando em áreas mais úmidas.
Embora sem informações a respeito do período de ocupação, há ao menos um sítio arqueológico em Clevelândia onde antigos instrumentos líticos pré-coloniais foram identificados. Localizado na margem esquerda do rio São Francisco, o sítio São Francisco Sales 1 provavelmente tratava-se de um antigo acampamento ameríndio, apresentando instrumentos bifaciais e unifaciais feitos em basalto, arenito silicificado, calcedônia e quartzo. Em geral, as peças encontradas correspondem a lâminas de machado, mãos-de-pilão, raspadores e outras ferramentas, assim como um grande número de lascas e outros fragmentos relacionados à produção desses instrumentos.
Os primeiros grupos ceramistas teriam alcançado a região do Baixo Iguaçu a cerca de 2.500 anos A.P. (antes do Presente), provavelmente oriundos do Planalto Central. Seja pela expulsão ou assimilação de populações pré-ceramistas mais antigas, esses povos fizeram dos vales e morros do sudoeste paranaense seu território, introduzindo também o cultivo de espécies domesticadas, como o milho, batata-doce e mandioca. Além disso, também manejavam espécies de palmeiras e pinheiros, como a araucária, através da qual obtinham o pinhão. De acordo com as pesquisas arqueológicas e antropológicas mais recentes, os primeiros grupos ceramistas a alcançarem o atual Brasil Meridional seriam falantes de idiomas do tronco Macro-Jê, ancestrais dos atuais povos Kaingang e Xokleng. Vestígios das antigas aldeias desses grupos indígenas são encontradas em todo o baixo Iguaçu, quase sempre com a presença das chamadas “casas subterrâneas”. Com diâmetros predominantemente circulares, variando entre 2 e 20 metros, essas estruturas subterrâneas eram escavadas no chão e cobertas por palha, a qual era sustentada por um pilar central vertical.
Em Palmas, município vizinho de Clevelândia, foram identificados cinco sítios arqueológicos que testemunham a presença dos povos Macro-Jê na bacia do rio Iguaçu (Sítio da Fogueira, Fazenda Don José, Sete Ilhas, Barra do Rio Butiá 3 e Sítio da Sanga). Em geral, a maioria das pesquisas arqueológicas relacionam essas evidências materiais com a chamada Tradição Itararé-Taquara. Em Clevelândia, por sua vez, há o registro de um sítio arqueológico cerâmico, identificado em 2017. Denominado sítio PCH São Luís 1, trata-se de um antigo acampamento ameríndio onde também foram encontrados fragmentos de antigas ferramentas de pedra.
Alguns séculos antes da chegada dos primeiros europeus, há registro do avanço dos Guarani sobre a região entre os rios Iguaçu e Chopim, o que muito provavelmente gerou conflitos por esses territórios. De fato, também de acordo com as fontes históricas e etnográficas disponíveis para os séculos XVI, XVII e XVIII, quando os primeiros exploradores portugueses e espanhóis chegaram ao sul e oeste do atual estado do Paraná, a região era habitada por numerosos grupos Kaingang, Guarani e Xokleng (também chamados de Bituruna em fontes antigas).

### Expansão e Colonização Europeia no Sudoeste do Paraná: Séculos XVI a XIX
As primeiras tentativas bem-sucedidas de povoamento e colonização europeia do Baixo e Médio Iguaçu ocorreram em fins do século XVI e início do XVII, quando a Companhia de Jesus fundou a redução de Santa Maria. Apesar do território que hoje constitui o município de Clevelândia não fazer parte da Província do Guayrá, os grupos indígenas que habitavam a região entre os rios Chopim e Iguaçu certamente se relacionavam de alguma forma com os jesuítas e administradores espanhóis. Seja através do aldeamento e/ou captura, comércio ou mesmo pela fuga de qualquer contato com os europeus, a presença espanhola e jesuíta impactou profundamente os grupos ameríndios que habitavam esse território. Na segunda metade do século XVII, as reduções jesuíticas do Guairá foram destruídas em diversos ataques de bandeirantes paulistas, os quais também tinham como objetivo capturar e levar indígenas para trabalhar nas fazendas da Capitania de São Paulo.
Além de impedirem o projeto de colonização espanhol da região, os ataques bandeiristas também geraram uma oportunidade para que grupos Kaingang e Xokleng reocupassem os territórios entre os rios Iguaçu e Chopim. Isso se deu tanto pela preferência bandeirante pela escravização de indivíduos Guarani quanto pelo pouco interesse despertado pela região entre os rios Iguaçu e Chopim e os chamados Campos de Palmas. Apesar disso, as terras do oeste e sul do Paraná posteriormente passaram ao domínio legal da Coroa Portuguesa, após os Tratados de Madrid (1750) e Santo Ildefonso (1777).
Também durante as últimas décadas do século XVIII, pequenas fazendas de criação de gado começaram a se estabelecer nos Campos de Palmas, embora seguisse predominantemente ocupada por populações indígenas. Algumas das fontes disponíveis mencionam dois fazendeiros oriundos de Guarapuava entre os primeiros a se estabelecer na região, já na primeira metade do século XIX: Joaquim Ferreira dos Santos e Pedro Siqueira Cortês. Segundo consta, conflitos a respeito dos limites das terras de ambos teria demandado a arbitragem externa de juízes da então vila de Curitiba. Com isso, em 28 de maio de 1840, João da Silva Carrão e José Joaquim Pinto Bandeira se deslocaram até a região que posteriormente formaria o município de Clevelândia, dividindo as terras a partir do ribeirão Caldeiras. As de Pedro Siqueira Cortês para o oeste do rio, ocupando a área denominada “Alagoas ou lagoa” e as de Joaquim Ferreira dos Santos para o leste do curso d’água, chamado na documentação como “Arranchamento velho”.
Segundo outras fontes, no mesmo ano de 1840, cerca de 37 fazendas pecuárias já existiam na região entre os rios Iguaçu e Chopim, embora relativamente esparsas pelo território. Esse princípio de ocupação colonizadora já provocava interesse o suficiente da administração da Província de São Paulo, portanto, a ponto de serem deslocados representantes oficiais para definir os limites das propriedades rurais recém-estabelecidas.
Sendo uma região de fronteira pouco colonizada tanto no período de dominação portuguesa quanto após a independência do Brasil, a bacia do rio Iguaçu também foi alvo de expedições militares de reconhecimento na primeira metade do século XIX. Entre 1814 e 1819, uma expedição militar liderada pelo sargento José de Andrade Pereira explorou a região dos Campos de Palmas, procurando estabelecer um caminho que servisse de conexão entre as províncias de São Paulo e São Pedro do Rio Grande do Sul. Somente em 1882 a presença militar no sudoeste paranaense adquiriu características permanentes, contudo, após a fundação da Colônia Militar do Chopim, localizada em um afluente desse rio.
Nesse momento, os grupos Kaingang da região alternaram diferentes processos de resistência, desde o conflito aberto até a aproximação com os militares, buscando algumas vezes o auxílio destes contra aldeias rivais. Ainda assim, a criação de aldeamentos para os indígenas da região seguiu por todo o século XIX, de forma a facilitar a conversão dos mesmos à “civilização”. Por conseguinte, na última década dos oitocentos, o Aldeamento de Palmas contava com quase 200 indígenas, quase todos Kaingang. Embora consideravelmente reduzidos em número e em território, os grupos indígenas ainda se fazem presentes na região.

### Fundação de Clevelândia
Parte do esforço militar de reconhecimento e controle sobre a região se deu em virtude da Guerra do Paraguai, conflito de grandes proporções ocorrido entre 1864 e 1870, e que contribuiu para a preocupação do governo brasileiro em relação às suas fronteiras meridionais. A passagem e alojamento de tropas movimentaram a região sudoeste da agora emancipada Província do Paraná, aumentando a presença brasileira nesse território. Com isso, em 16 de outubro de 1884 – dois anos após a fundação da Colônia Militar do Chopim, portanto – foi criada a freguesia de Bela Vista de Palmas (embora outras fontes apontem que o nome original foi “Boa Vista de Palmas”), supostamente em local onde antes havia um alojamento provisório de soldados. Ao mesmo tempo, sua posição geográfica era favorecida pelos antigos caminhos de tropeiros que ligavam as províncias de São Paulo e Rio Grande do Sul.
Em 28 de junho de 1892, com o crescimento econômico e demográfico da freguesia de Bela Vista de Palmas, esta foi elevada à condição de município, através da Lei Estadual n° 28. De acordo com os registros locais, o primeiro prefeito de Bela Vista de Palmas foi Diogo de Souza Bello, exercendo o cargo até 1896. O interesse argentino em incorporar o sudoeste paranaense à província de Missiones persistia, entretanto. Para que a disputa fronteiriça não motivasse um conflito bélico entre as duas potências sul-americanas, a definição das fronteiras foi mediada pelo presidente norte-americano, Grover Cleveland. Em 1895, a Questão das Missões (também conhecida como Questão de Palmas) foi resolvida diplomaticamente e em favor do Brasil, garantindo ao país a posse dos Campos de Palmas. Em consequência disso, a vila de Bela Vista de Palmas foi posteriormente rebatizada enquanto Clevelândia, nome que mantém até os dias atuais. Todavia, em 1910, Clevelândia contava com apenas 6.000 habitantes, datando desse período o início do cultivo da erva-mate.
Para além das discussões a respeito das fronteiras entre Brasil e Argentina, também havia indefinições nos limites entre os estados do Paraná e Santa Catarina que aguardavam resolução. Esta se deu somente em 1916, após a promulgação de um decreto federal que definiu as divisões administrativas que atravessavam os Campo de Palmas, não tendo sucesso as reivindicações políticas locais em prol da fundação de um “Estado das Missões”.
Cerca de nove anos depois do estabelecimento das divisas estaduais, em 1925, Clevelândia e toda a região sudoeste paranaense foram movimentadas pela passagem das tropas tenentistas, lideradas por Luis Carlos Prestes, Siqueira Campos e Juarez Távora. Estabelecidos em Foz do Iguaçu após o bombardeio da cidade de São Paulo em 1924 por tropas do governo federal, parte dos revolucionários aguardava a chegada de reforços do Rio Grande do Sul. Bem guarnecida de material bélico devido à sua importância estratégica do ponto de vista militar, Clevelândia interessava às tropas tenentistas, o que provocou a formação do Batalhão de Voluntários Republicanos Clevelandenses, sob o comando do prefeito Major Piragibe de Araújo. Após dias de tensão e indefinição a respeito dos movimentos das tropas revolucionárias, a batalha entre estes e o Batalhão de Voluntários, reforçados pelas forças legalistas comandadas pelo Coronel Paim Filho, ocorreu em 25 de março de 1925. Com a vitória das tropas leais ao governo federal, os revolucionários paulistas e gaúchos não conseguiram acesso aos depósitos bélicos de Clevelândia, posteriormente partindo em direção ao norte do país, bem como Argentina e Paraguai, formando um movimento posteriormente conhecido na História como Coluna Prestes.
A preocupação com as fronteiras com os países vizinhos manteve-se constante ao longo das primeiras décadas do século XX, culminando na criação do Território Federal do Iguaçu em 1943. Embora tenha durado apenas três anos, a implementação deste território gerou impactos administrativos nos municípios locais, uma vez que foram integrados ao mesmo. Com o fim do Território Federal do Iguaçu, o município de Clevelândia voltou a pertencer ao estado do Paraná. Mais ou menos na mesma época ocorreu uma intensificação do fluxo migratório de gaúchos e catarinenses para a região, processo estimulado pelo próprio governo federal com a criação do CANGO (Colônia Agrícola Nacional General Osório), órgão do Ministério da Agricultura que tinha por objetivo estabelecer a ocupação das áreas mais ocidentais de Santa Catarina e Paraná.

## Geografia
Seus limites são ao norte o município de Mangueirinha, ao sul Santa Catarina (Abelardo Luz e São Domingos), ao leste com município de Palmas e Oeste município de Mariópolis e Pato Branco. Região de campo de porte alto de vegetação nativa rasteira com predominância do pinheiro do Paraná (araucária), além de acidentes geográficos rios, quedas de água, serras e ilhas temos como exemplo a ilha grande. Tem uma área de 703,638 km² e uma área urbana de 11,644 km², numa altitude de 950 metros sobre o nível do mar.
Segundo dados da estação meteorológica automática do Instituto Nacional de Meteorologia (INMET) no município, em operação desde maio de 2008, a menor temperatura registrada em Clevelândia foi de −4,2 °C em 28 de junho de 2011 e 6 de julho de 2019 e a maior atingiu 33,6 °C em 16 de outubro de 2014. A maior rajada de vento alcançou 33,4 m/s (120,2 km/h) em 30 de junho de 2020, causada pela atuação de um ciclone bomba. Em 9 de maio de 2013 o índice de umidade relativa do ar (URA) atingiu 10%, sendo o menor valor observado.
| Dados climatológicos para Clevelândia                                                                    | Dados climatológicos para Clevelândia | Dados climatológicos para Clevelândia | Dados climatológicos para Clevelândia | Dados climatológicos para Clevelândia | Dados climatológicos para Clevelândia | Dados climatológicos para Clevelândia | Dados climatológicos para Clevelândia | Dados climatológicos para Clevelândia | Dados climatológicos para Clevelândia | Dados climatológicos para Clevelândia | Dados climatológicos para Clevelândia | Dados climatológicos para Clevelândia | Dados climatológicos para Clevelândia |
| Mês | Jan                                   | Fev                                   | Mar                                   | Abr                                   | Mai                                   | Jun                                   | Jul                                   | Ago                                   | Set                                   | Out                                   | Nov                                   | Dez                                   | Ano                                   |
| --- | ------------------------------------- | ------------------------------------- | ------------------------------------- | ------------------------------------- | ------------------------------------- | ------------------------------------- | ------------------------------------- | ------------------------------------- | ------------------------------------- | ------------------------------------- | ------------------------------------- | ------------------------------------- | ------------------------------------- |
| Temperatura máxima recorde (°C)                                                                          | 32,7                                  | 33,2                                  | 32,6                                  | 30,3                                  | 28,3                                  | 25,1                                  | 25,2                                  | 29,3                                  | 33,4                                  | 33,6                                  | 32,7                                  | 32,9                                  | 33,6                                  |
| Temperatura máxima média (°C)                                                                            | 27                                    | 26,8                                  | 26,2                                  | 23,7                                  | 20,2                                  | 18,7                                  | 18,8                                  | 20,8                                  | 21,6                                  | 23,9                                  | 25,5                                  | 26,5                                  | 23,3                                  |
| Temperatura média (°C)                                                                                   | 21,1                                  | 20,8                                  | 20                                    | 17,6                                  | 14,3                                  | 13                                    | 12,9                                  | 14,4                                  | 15,4                                  | 17,7                                  | 19,2                                  | 20,5                                  | 17,2                                  |
| Temperatura mínima média (°C)                                                                            | 16,9                                  | 16,9                                  | 16                                    | 13,6                                  | 10,6                                  | 9,2                                   | 8,9                                   | 10                                    | 11                                    | 13,1                                  | 14,4                                  | 16,1                                  | 13,1                                  |
| Temperatura mínima recorde (°C)                                                                          | 10,2                                  | 7,4                                   | 3,7                                   | −0,5                                  | 0,3                                   | −4,2                                  | −4,2                                  | −1,6                                  | −2,4                                  | 4                                     | 5,8                                   | 6,8                                   | −4,2                                  |
| Precipitação (mm)                                                                                        | 197,2                                 | 184,5                                 | 137,7                                 | 168,2                                 | 184,9                                 | 177,7                                 | 155,2                                 | 132,1                                 | 173,5                                 | 231,1                                 | 185                                   | 182,4                                 | 2 109,4                               |
| Umidade relativa (%)                                                                                     | 78                                    | 80                                    | 79                                    | 78                                    | 79                                    | 79                                    | 76                                    | 71                                    | 73                                    | 73                                    | 71                                    | 74                                    | 76                                    |
| Insolação (h)                                                                                            | 166                                   | 159                                   | 163                                   | 151                                   | 146                                   | 136                                   | 144                                   | 148                                   | 135                                   | 149                                   | 175                                   | 170                                   | 1 842                                 |
| Fonte: EMBRAPA (médias climatológicas: 1976-2005) e INMET (recordes de temperatura: 16/05/2008-presente) |                                       |                                       |                                       |                                       |                                       |                                       |                                       |                                       |                                       |                                       |                                       |                                       |                                       |

## Esporte
A cidade já possuiu um clube no Campeonato Paranaense de Futebol, o Tabu Esporte Clube.